# Anilios nema
Espèce
Synonymes
- Ramphotyphlops nema Shea & Horner, 1997
- Austrotyphlops nema (Shea & Horner, 1997)

Anilios nema est une espèce de serpents de la famille des Typhlopidae. 

## Répartition
Cette espèce est endémique de la région de Darwin dans le Territoire du Nord en Australie.

## Publication originale
- Shea & Horner, 1997 "1996" : A new species of Ramphotyphlops (Squamata: Typhlopidae) from the Darwin Area, with notes on two similar species from northern Australia. The Beagle, vol. 13, p. 53-60.